# 馬象奎
馬象奎（？—？），雲南昆明人。清朝政治人物。

## 生平
馬象奎於道光二十七年（1847年）中丁未科張之萬榜三甲一百零八名進士。以即用知縣分發甘肅，歷官通渭、崇信、狄道等縣。後來升任鞏昌府、寧夏府知府。政績卓著，寧夏建有專祠祭祀。